# Дишель Мар'ян Миронович
Мар'я́н Миро́нович Ди́шель (нар. 20 вересня 1970; Стебник — пом. 11 липня 2014; Зеленопілля, Свердловський район, Луганська область) — молодший сержант, командир відділення-топогеодезист зенітно-артилерійського взводу 2-го механізованого батальйону 24-ї Залізної імені князя Данила Галицького окремої механізованої бригади (Яворів) Сухопутних військ Збройних сил України. Кавалер ордена «За мужність» ІІІ ступня (14.03.2015; посмертно).

## Життєпис
Мар'ян Дишель народився 20 вересня 1970 року в місті Стебник Львівської області. Закінчив 1986 року загальноосвітню школу № 6 міста Стебника, а по тому — Вище професійне училище № 19 міста Дрогобич. Протягом 1988—1989 років проходив строкову військову службу. Після демоблізації працював на руднику № 1 Стебницького калійного заводу. За власним бажанням звільнився та поїхав на заробітки — в Чехію. 2001 року одружився.
Навесні 2014 року Мар'ян Дишель мобілізований до лав Збройних сил України. Служив у 24-й Залізній імені князя Данила Галицького окремій механізованій бригаді Сухопутних військ Збройних сил України (військова частина А0998; місто Яворів Львівської області).
З літа 2014 року Мар'ян Дишель брав участь у антитерористичній операції на сході України.
Поховали Мар'яна Дишеля 19 липня 2014 року на міському цвинтарі Стебника на вулиці о. Петра Мекелити.
Без Мар'яна лишилась дружина.

## Обставини загибелі
11 липня 2014 року в районі села Зеленопілля Луганської області приблизно о 4:30 ранку російсько-терористичні угрупування обстріляли з РСЗВ «Град» блокпост українських військ, внаслідок обстрілу загинуло 19 військовослужбовців, серед них і Мар'ян Дишель.

## Нагороди
За особисту мужність і героїзм, виявлені у захисті державного суверенітету та територіальної цілісності України, вірність військовій присязі під час російсько-української війни, нагороджений орденом «За мужність» III ступеня (14.03.2015; посмертно).

## Вшанування пам'яті
6 лютого 2015 року в місті Стебнику, на фасаді будівлі загальноосвітньої школи № 6 (вулиця Михайла Грушевського, 10), де навчався Мар'ян Дишель, йому встановлено меморіальну дошку.